# ISO 3166-2:KR
Kódy ISO 3166-2 pro Korejskou republiku identifikují 7 provincií, 6 metropolitních měst, 2 speciální autonomní provincie, 1 speciální autonomní město a 1 zvláštní město (hlavní město). První část (KR) je mezinárodní kód pro Korejskou republiku, druhá část sestává ze dvou čísel identifikujících provincii nebo město.

## Seznam kódů
```
KR-11 speciální město 
Soul

KR-26 město 
Pusan

KR-27 město 
Tegu

KR-28 město 
Inčchon

KR-29 město 
Kwangdžu

KR-30 město 
Tedžon

KR-31 město 
Ulsan

KR-41 
Kyonggi-Do
 (Suwon)
KR-42 speciální autonomní provincie 
Kangwon
 (Čchunčchon)
KR-43 
Čchungčchong-Pukto
 (Čchongdžu)
KR-44 
Čchungčchong-Namdo
 (Tedžon)
KR-45 
Čolla-Pukto
 (Čondžu)
KR-46 
Čolla-Namdo
 (Kwangdžu)
KR-47 
Kjongsang-Pukto
 (Tegu)
KR-48 
Kjongsang-Namdo
 (Čanngwon)
KR-50 speciální autonomní město 
Sedžong

KR-49 speciální autonomní provincie 
Čedžu
```